# Trebgast
Trebgast es un municipio situado en el distrito de Kulmbach, en el estado federado de Baviera (Alemania), con una población a finales de 2016 de unos 1611 habitantes.
Se encuentra ubicado al norte del estado, en la región de Alta Franconia, cerca de la frontera con el estado de Turingia, y de la confluencia de los ríos Meno Rojo y Meno Blanco que dan lugar al río Meno —uno de los principales afluentes del Rin—.